# Вардухи Вардересян
Вардухи Вардересян (на арменски: Վարդուհի Վարդերեսյան) е арменско-съветска театрална и филмова актриса. Съпруга е на арменския театрален и литературен критик Геворг Абаджян.

## Биография
Вардухи Вардересян е родена на 19 март 1928 г. в Букурещ, Румъния. През 1946 г. се премества в Армения.
Дебютира като актриса в самодейния театър в Нубарашен. През 1947 г. постъпва в студиото към Драматичния театър „Ленинакан“ и от същата година играе в театъра. През 1958 г. се премества в театър „Ерган Сундукян“, където изиграва множество роли.
Участва в множество филми – „За честта“, „Майчино сърце“, „Път към цирка“, „Баща“, „Карине“ и други. Има над 100 записа в златния фонд на Националното радио на Армения. Участва в телевизионни предавания от 1958 г., като е една от актрисите на първото телевизионно шоу.
Получава много държавни грамоти, награди, благодарствени писма. През 1965 г. получава званието народен артист на Арменската ССР, а през 1988 г. званието народен артист на СССР. През 1985 г. е поканена в театър „Адамян“ в Алепо, Сирия, където е наградена със златен медал. През 1995 г. е удостоена с медала „Мовсес Хоренаци“, през 2001 г. е удостоена със званието почетен гражданин на Ереван, а през 2013 г. орден „Свети Месроп Маштоц“ и почетен гражданин на Гюмри.
Вардухи Вардересян умира на 24 ноември 2015 г. в Ереван, Армения. Погребана е в почетния еревански Пантеон Комитас..

## Филмография
| Година | Филм                          | Роля                      |
| ------ | ----------------------------- | ------------------------- |
| 1955   | Հասցեատիրոջ որոնումները       | Арик                      |
| 1956   | Պատվի համար                   | Маргарит Елизбарова       |
| 1957   | Մոր սիրտը                     | Мариам                    |
| 1959   | Թռիչք անդունդի վրայով         | Гаяне                     |
| 1960   | Հյուսիսային ծիածան            |                           |
| 1962   | Քայլեր                        | главна роля               |
| 1963   | Ճանապարհ դեպի կրկես           | Маро                      |
| 1964   | Մսյո Ժակը և ուրիշները         | Зарухи                    |
| 1967   | Կարինե                        | съпругата на адвоката     |
| 1969   | Մորգանի խնամին                | Магтах                    |
| 1970   | Միջնորդ տեր-պապան             | Пепрония                  |
| 1972   | Հայրիկ                        | Нвард, съпругата на Йозеф |
| 1973   | Մհերի արձակուրդային արկածները |                           |
| 1979   | Երկնագույն առյուծ             |                           |
| 1984   | Ջոն արքա (ֆիլմ-ներկայացում)   | Кралица Елеонора          |
| 2002   | Ճանապարհորդություն            |                           |